# Suliță

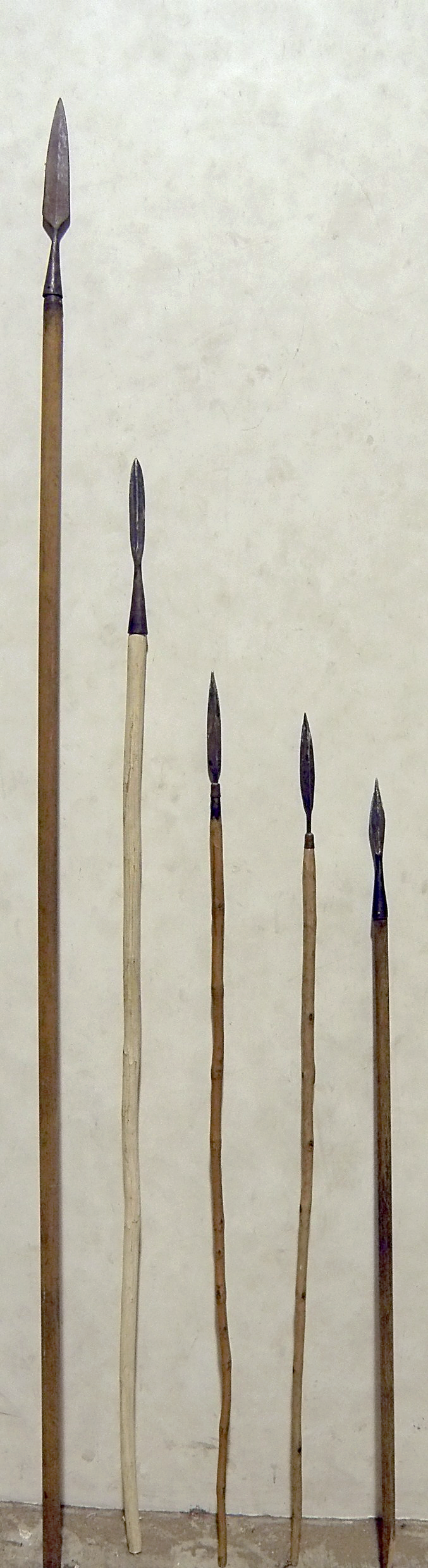
Sulițe

Sulița este o armă albă de atac, formată dintr-o prăjină de lemn lungă de circa 1,50 - 2 metri, terminată cu un vârf de fier ascuțit de diferite forme (piramidal, conic, în formă de frunză etc.), folosită în antichitate și în evul mediu, mai ales de infanteriști, la aruncat. A nu se confunda cu lancea, care este o armă de atac, formată dintr-un vârf ascuțit de metal montat la capătul unei prăjini de lemn de dimensiuni mai mari - 3 până la 4 m. 
Sulița romană (denumită hasta) a început să fie folosită de unitățile de triari din epoca republicană, iar după reforma lui Marius, sulița a devenit armă standard aflată în dotarea soldatului roman. Avea corp de lemn (hastille), vârf de fier (cuspis) foliform sau romboidal cu înmănușare tubulară cu o lungime de aproximativ 20 cm, uneori lustruit și arar îmbrăcat în foi metalice prețioase probabil pentru paradă și călcâi de fier, conic. Lungimea totală ajungea la aproximativ 1,5 m.
Sulița era o armă foarte temută, care era aruncată de la o distanță de 10-15 metri și pătrundea prin scut, ucigând inamicul din spatele acestuia. Chiar dacă sulița nu atingea dușmanul, rămânea totuși înfiptă în scut, iar coada ei trăgea în jos scutul, incomodând adversarul.

## Sulița în sport

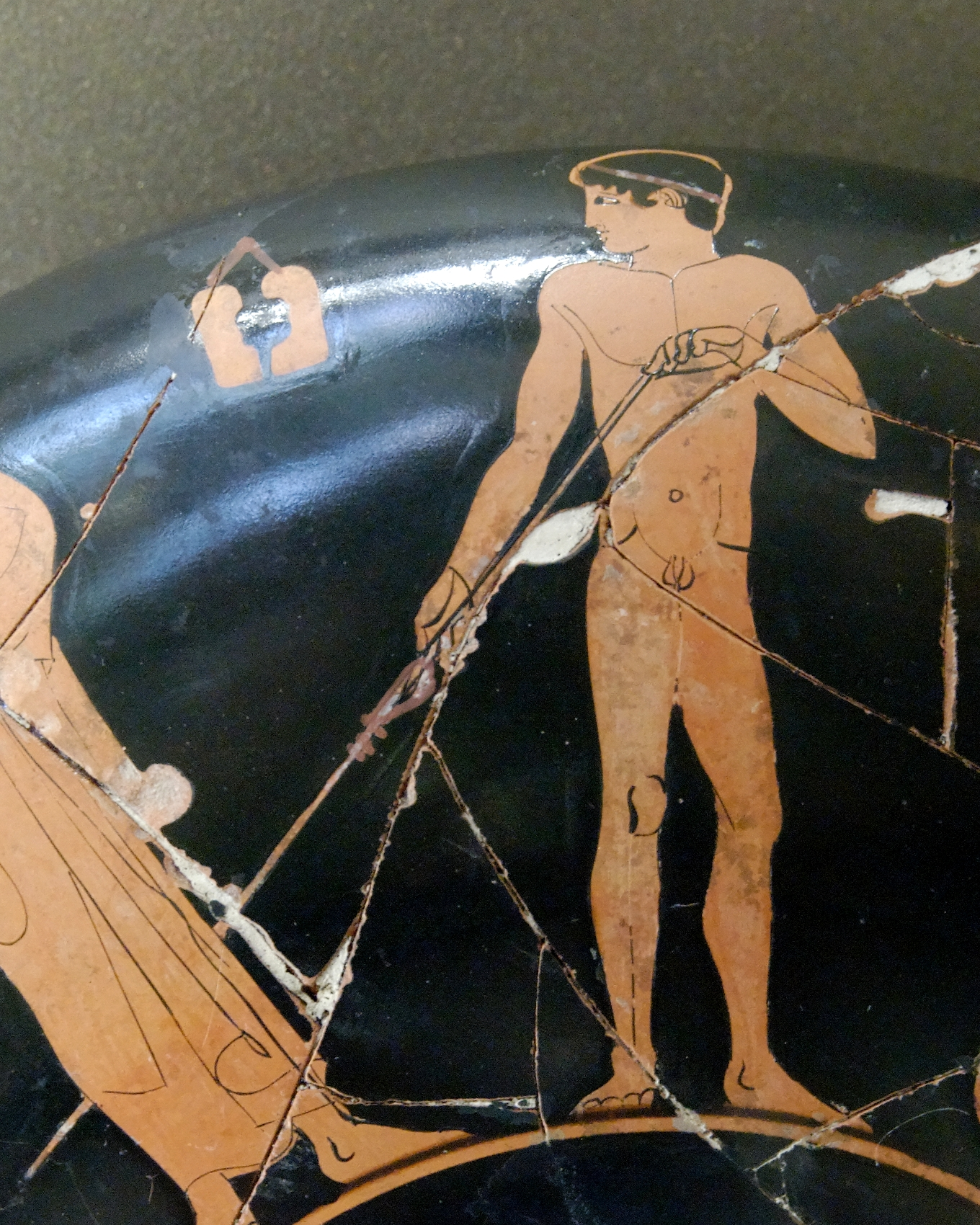
Sulițaș grec, cu amentum montat la suliță

În Grecia Antică, aruncarea suliței era o probă la Jocuri Olimpice antice, când se practicau două tipuri de întrecere: 
- aruncarea la distanță și
- aruncarea la țintă.

Uneori, sulița avea atașată și o curea de piele, numită amentum, care forma o buclă ce făcea mai ușoară prinderea. Situată lângă centrul de greutate al suliței, aceasta a avut rolul de a crește precizia și distanța de zbor, astfel că se dubla sau chiar tripla bătaia aruncării.
La Jocurile Olimpice moderne, Aruncarea suliței a devenit o disciplină sportivă din cadrul atletismului. În 2017, recordul mondial la aruncarea suliței a fost de 91,20 m.

## Animalele și sulița
În perioada martie 2005 - iulie 2006 în zona Fongoli, din Senegal a fost organizat un studiu, finanțat de National Geographic Society. Cercetarea cuprinde 22 de cazuri de cimpanzei care au confecționat sulițe și le-au folosit ca arme pentru a ucide mici animale surprinse în scorburile sau sub trunchiurile copacilor prăbușiti.

## Măsurarea timpului
În vechime, sulița servea și la măsurarea timpului:
Ziua se măsura după apariția soarelui la orizont și urcarea lui pe cer (de o suliță, două, trei), după jumătatea de drum a soarelui între orizont și crucea cerului, adică prânzul (care cădea cam intre orele 10 si 10,30).